# La convivialità
La convivialità (Tools for Conviviality) è un saggio di Ivan Illich  del 1973, edito in Italia nel 1974 per conto di Mondadori e tradotto da Maurizio Cucchi.
Cos'è la Società Conviviale? È una società in cui lo strumento moderno sia utilizzabile dalla persona integrata con la collettività, e non riservato ad un corpo di specialisti che lo tiene sotto controllo. Una società dove prevale la possibilità per ciascuno di usare lo strumento per realizzare le proprie intenzioni.
Lo strumento moderno è il prodotto dell'età industriale, che ha ridotto l'individuo ad usufruire solo ed esclusivamente di materia precedentemente lavorata da esso. Con lo strumento moderno si è creato il monopolio della produzione industriale. Monopolio che poi è stato trasferito anche ad altri settori (come la medicina ed i trasporti) e che è stato insegnato a consumatori di cultura docili e disciplinati.
In questo saggio vengono affrontati gli elementi che hanno prodotto questo stato culturale, la metamorfosi subita dalla professioni e la maniera per superarla tramite la nascita della società conviviale.
L'uomo ha bisogno degli strumenti. Questi lo aiutano a condurre una vita più facile e leggera. Lo strumento conviviale ha tre esigenze:
- Genera efficienza senza degradare l'autonomia personale.
- Non produce né schiavi né padroni.
- Estende il raggio di azione personale.

Il rapporto uomo-strumento è però molto delicato, e si fonda su un equilibrio multi-dimensionale. Quando l'equilibrio non c'è il risultato è la graduale distruzione dell'intero corpo sociale.
La scoperta di nuovi strumenti porta, infatti, sempre più alla specializzazione e alla centralizzazione del potere. In questo contesto l'uomo diventa accessorio della macchina. Oggigiorno gli individui sono talmente tanto deformati dalle abitudini industriali che l'idea di abbandonare la società della crescita non è neanche considerata possibile.
Illich non solo auspica che la società industriale possa superare questa sua fase, quanto anche che buona parte dell'umanità possa evitare questo modo di produzione e scegliere un equilibrio post-industriale. L'uomo che usa in maniera conviviale gli strumenti è chiamato austero. L'obiettivo dell'umanità è quindi raggiungere l'austerità intesa come virtù che non esclude tutti i piaceri, ma solo quelli che degradano o ostacolano le relazioni personali.
La crisi che viviamo oggi risiede nel rapporto tra strumento e uomo. L'individuo gioca la parte dello schiavo ed è quindi privato dell'austerità. La strategia, proposta da molti, della limitazione della crescita è fallimentare, perché non capisce e scopre i limiti da porre allo sviluppo che devono riguardare sia i beni che i servizi. Per questo Illich evidenzia due soglie di mutazione dello strumento. La prima rappresenta un vantaggio per l'uomo, in quanto lo strumento risulta essere conviviale, mentre la seconda soglia rende l'uomo schiavo della macchina-sistema.
- SCUOLA. Tra le prime ricerche affrontate c'è quella sulla attrezzatura educativa. L'educazione è un fattore fondamentale ed utile per l'uomo, da separare dal mero studio. Oggi la scuola non è uno strumento di educazione valido per differenti motivi in quanto non soddisfa il bisogno elementare di educare. Illich mette in evidenza come la scuola obbligatoria sia impossibile da realizzarsi, mentre l'apprendimento permanente è da considerarsi come uno strumento di condizionamento delle masse.
- MEDICINA. Nella società industriale la salute è una merce e la popolazione ha imparato a sentirsi malata e a farsi curare nella ricerca della salute migliore. Di fatto la maggior parte delle pratiche mediche non necessita di un vero e proprio specialista, in quanto si tratta di procedure semplici e di facile apprendimento per la maggior parte degli individui. La medicina moderna, però, rilega nella figura degli specialisti gli unici possessori del sapere medico e quindi della vita dei loro pazienti, rendendoli tutti vittime del sistema della crescita. Più cure danno luogo a più sofferenze. Di esempi di persone, ormai morenti, che vegetano dentro gli ospedali o le case di cura ce ne sono in grandi quantità, andando ad aumentare a dismisura il costo delle pratiche mediche e rendendo sempre più forte il potere della corporazione dei medici. Essendo la medicina una merce di scambio nella società della crescita, l'ospedale come la scuola si basa sul principio che si fa credito solo ai ricchi. I medici di prima classe prodotti dalle università, ignorano la presenza di milioni di contadini e concentrano le loro forze e le loro conoscenze sulla minoranza abbiente e industriale della popolazione. La medicina è quindi produttrice attiva di iniquità, e quindi contro la convivialità. Una medicina conviviale è uno strumento alla portata di tutti. I lavoratori della salute ne sono un esempio. Si tratta di operai e contadini che durante la stagione morta seguono dei corsi-tirocini per la diagnosi e cura della malattie più comuni da mettere in pratica a servizio dei loro compagni.
- TRASPORTI. Con l'introduzione della ferrovia e della macchina, si sono potute percorrere tratte in un brevissimo tempo e con un comfort superiore rispetto a quello mai immaginato prima. Il mezzo di trasporto meccanico è uno strumento indispensabile per l'uomo. Con l'aumentare della velocità, lo strumento si è rivoltato contro l'individuo intrappolando ogni giorno per ore milioni di persone su treni, metropolitane e automobili. I veicoli creano più distanze di quante ne eliminano e le persone spendono più tempo per la circolazione di quanto questa gliene fa risparmiare.

Secondo Illich la maggior parte degli strumenti dell'uomo ha superato la seconda soglia di mutazione. La convivialità si fonderà quindi su valori essenziali come la sopravvivenza, l'equità e l'autonomia creatrice. Questi garantiranno uno sviluppo accettabili degli strumenti e la creazione della società conviviale.
La vita e le scelte degli individui sono diventati funzione delle macchine. Lo stesso uomo è considerato alla stregua di fonte di energia. Per gli strumenti si rischia non solo di non condurre più una vita piacevole,ma anche e soprattutto di distruggere e degradare l'intero ambiente in cui viviamo. Lo sfruttamento e l'inquinamento intensivo delle risorse del nostro pianeta ne è un evidente prova.
Cosa bisogna fare allora? Capire, conoscere e condividere. Ovvero dobbiamo capire quali sono le soglie al di là delle quali uno strumento non è più conviviale; conoscere gli effetti che ne conseguono e condividere la conoscenza e l'uso proprio dello strumento per una giusta equità. L'attuale sistema è instabile perché non garantisce la soddisfazione dell'individui, in ogni loro aspetto (il corpo, l'energia, il sapere, il potere e il diritto alla storia - cinque dimensioni dell'equilibrio).
Questo scopo non può essere raggiunto solamente con l'equilibrio. Vanno anche affrontati tre ostacoli che porteranno all'inversione politica dei limiti.
- Demitizzazione della scienza. Occorre superare il miraggio della salute migliore e capire che l'esperto è un cittadino come gli altri e non un componente di un élite superiore.
- Riscoperta del linguaggio. L'industria ha trasformato il cittadino in utente-consumatore, facendogli credere che le uniche cose che possiedo siano i beni da lui acquistati. Voglio imparare diventa Voglio procurarmi un titolo di studio. Limitando il consumo forzato si libera il campo di azione.
- Recupero del diritto. Oggi l'uomo punta a far sì che sia il calcolatore a decidere le idee, le leggi e le tecniche. Una vera e propria intelligenza artificiale. Uno strumento al servizio dello Stato Industriale. Il Diritto deve tornare ad essere uno strumento di tutela dell'uomo e non della crescita indefinita.

Il superamento di questi tre ostacoli porterà in maniera naturale alla crisi del sistema industriale e all'innesco dell'inversione politica su ci si potrà fondare una società conviviale.

## Edizioni
- Ivan Illich, La convivialità, traduzione di Maurizio Cucchi, 1974ª ed., Mondadori, 1973,  p. 172.

- Ivan Illich, La convivialità, traduzione di Maurizio Cucchi, 2005ª ed., Boroli Editore, 1973,  p. 142, ISBN 88-7493-054-2.